# Cephalastor rufosuffus
Cephalastor rufosuffus är en stekelart som först beskrevs av Fox 1902.  Cephalastor rufosuffus ingår i släktet Cephalastor och familjen Eumenidae. Inga underarter finns listade.